# Změna klimatu v Arktidě

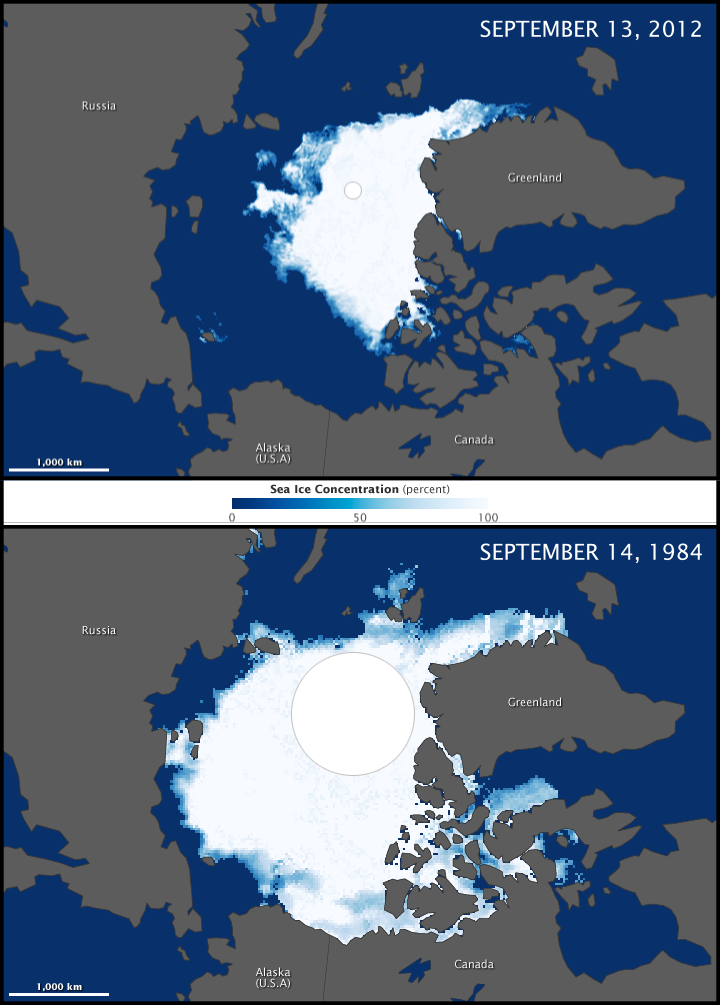
Výše uvedené mapy porovnávají minimální rozlohu arktického ledu v roce 2012 (nahoře) a v roce 1984 (dole).

Hlavní environmentální problémy způsobené současnou změnou klimatu v arktickém regionu sahají od dobře známých, jako je úbytek mořského ledu nebo tání grónského ledovce, až po méně známé, ale velmi významné problémy, jako je tání permafrostu, a také související sociální důsledky pro místní obyvatele a geopolitické důsledky těchto změn. Arktida bude změnou klimatu pravděpodobně obzvláště postižena, protože se zde předpokládá vysoká míra oteplování v regionu a s tím spojené dopady. V roce 2007 byly vyhodnoceny prognózy teplot pro arktickou oblast: Ty naznačovaly již průměrné oteplení o 2 °C až 9 °C do roku 2100. Toto rozmezí odráží různé prognózy vypracované různými klimatickými modely, prováděné s různými scénáři ovlivňování. Radiační působení je měřítkem vlivu přírodních a lidských činností na klima. Různé scénáře ovlivňování odrážejí například různé prognózy budoucích lidských emisí skleníkových plynů.
Tyto vlivy jsou rozsáhlé a projevují se v mnoha arktických systémech, od fauny a flóry až po územní nároky. Podle článku v Geophysical Research Letters z července 2022 teplota v arktické oblasti roste čtyřikrát rychleji než jinde na Zemi, což vede k tomu, že se tyto účinky rok od roku zhoršují a vyvolávají značné obavy. Měnící se Arktida má globální dopady, možná prostřednictvím změn oceánské cirkulace nebo arktického zesílení.

## Současné trendy a dopady
V letech 2019 až 2021 byla mezinárodním týmem více než 60 odborníků, vědců a domorodých strážců znalostí z arktických komunit připravena zpráva 2021 Arctic Monitoring and Assessment Programme (AMAP) Jedná se o zprávu navazující na hodnocení z roku 2017, „Snow, Water, Ice and Permafrost in the Arctic“ (SWIPA) Technická zpráva IPCC AR6 WG1 z roku 2021 potvrdila, že „ohlášené a předpokládané oteplování“ je „v Arktidě nejsilnější“. Podle článku z 11. srpna 2022 publikovaného v časopise Nature se objevily četné zprávy o tom, že se Arktida od roku 1979 otepluje dvakrát až třikrát rychleji než globální průměr, ale spoluautoři upozornili, že nedávná zpráva o „čtyřnásobném poměru oteplení Arktidy“ je potenciálně „extrémně nepravděpodobnou událostí“. Podle článku z července 2022 v časopise Geophysical Research Letters dosáhl průměrný roční index zesílení arktického klimatu (AA) „hodnot přesahujících čtyřku“ v období přibližně od roku 2002 do roku 2022.
14. prosince 2021 vyšla 16. zpráva o Arktidě, kterou vypracoval Národní úřad pro oceán a atmosféru Spojených států (NOAA) a která je vydávána každoročně, a která zkoumala „vzájemně propojené fyzikální, ekologické a lidské složky“ cirkumpolární Arktidy. Zpráva uvádí, že 12 měsíců mezi říjnem 2020 a zářím 2021 bylo „sedmých nejteplejších nad arktickou pevninou od začátku záznamů v roce 1900“. Ve zprávě z roku 2017 se uvádí, že tání ledu v oteplující se Arktidě nemá za posledních 1500 let obdoby. Zprávy NOAA o stavu Arktidy, které začaly vycházet v roce 2006, aktualizují některé záznamy z původních zpráv o hodnocení dopadů na klima v Arktidě z let 2004 a 2005, které vypracovala mezivládní Arktická rada a nevládní Mezinárodní arktický vědecký výbor.
Zpráva Programu OSN pro životní prostředí (UNEP) z roku 2022 „Spreading Like Wildfire: The Rising Threat Of Extraordinary Landscape Fires“ uvádí, že kouř z lesních požárů po celém světě vytváří pozitivní zpětnou vazbu, která přispívá k tání Arktidy. Sibiřská vlna veder v roce 2020 byla „spojena s rozsáhlým vypalováním v oblasti polárního kruhu“. Autoři zprávy uvedli, že tato extrémní vedra byla první událostí, která prokázala, že by byla „téměř nemožná“ bez antropogenních emisí a změny klimatu.

## Dopady na přírodní prostředí

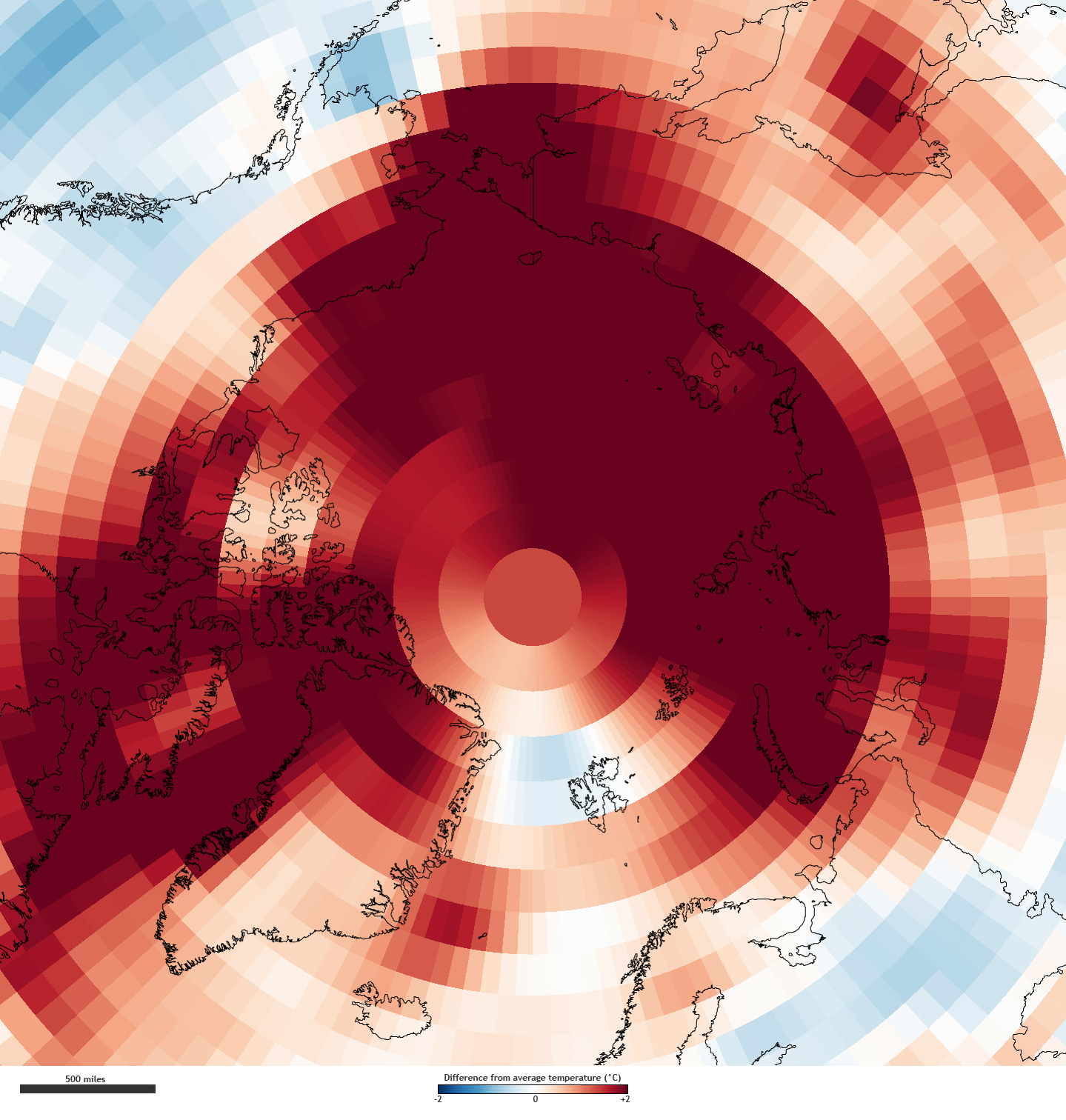
Obrázek výše ukazuje, kde byly průměrné teploty vzduchu (říjen 2010 – září 2011) až o 2 stupně Celsia vyšší (červeně) nebo nižší (modře) než dlouhodobý průměr (1981–2010).

### Změny teploty a počasí
Podle Mezivládního panelu pro změnu klimatu se „přízemní teploty vzduchu v Arktidě oteplují přibližně dvakrát rychleji než globálně.“ Období 1995–2005 bylo nejteplejším desetiletím v Arktidě přinejmenším od 17. století, kdy teploty byly o 2 °C vyšší než průměr z let 1951–1990. Od roku 2013 je navíc arktický roční průměr přízemní teploty vzduchu nejméně o 1 °C vyšší než průměr z let 1981–2010. V roce 2020 byla po roce 2016 druhá nejteplejší anomálie přízemní teploty vzduchu, která byla o 1,9 °C teplejší než průměr let 1981–2010, přičemž v roce 2016 došlo k extrémním anomáliím od ledna do února, kdy se odhaduje, že teplota v Arktidě byla o 4–5,8 °C vyšší než v letech 1981–2010, a ukázalo se, že se následující roky neochladilo.
Některé oblasti v rámci Arktidy se oteplily ještě rychleji, na Aljašce a v západní Kanadě se teplota zvýšila o 3 až 4 °C. Toto oteplování bylo způsobeno nejen nárůstem koncentrace skleníkových plynů, ale také usazováním sazí na arktickém ledu. Arktické oteplování zvyšuje také kouř z lesních požárů definovaný jako „hnědý uhlík“. Jeho oteplovací účinek je přibližně 30 % z účinku černého uhlíku (sazí). Protože s oteplováním přibývá lesních požárů, vytváří se tím pozitivní zpětná vazba. Článek z roku 2013 publikovaný v časopise Geophysical Research Letters ukázal, že teploty v oblasti nebyly tak vysoké jako v současnosti nejméně od doby před 44 000 lety a možná až před 120 000 lety. Autoři došli k závěru, že „antropogenní nárůst skleníkových plynů vedl k bezprecedentnímu regionálnímu oteplení“.
Dne 20. června 2020 byla za polárním kruhem poprvé naměřena teplota 38 °C. Takové počasí se v regionu očekávalo až do roku 2100. V březnu, dubnu a květnu byla průměrná teplota v Arktidě o 10 °C vyšší, než je obvyklé. Taková vlna veder, bez lidmi vyvolaného oteplování, mohla podle atribuční studie zveřejněné v červenci 2020 nastat pouze jednou za 80 000 let. Jedná se o prozatím nejsilnější souvislost meteorologické události s antropogenní změnou klimatu, jaká kdy byla zjištěna. Takové vlny veder jsou obecně důsledkem neobvyklého stavu tryskového proudění.
Někteří vědci se domnívají, že změna klimatu zpomalí tryskové proudění tím, že sníží rozdíl teplot mezi Arktidou a jižnějšími územími, protože Arktida se otepluje rychleji. To může usnadnit výskyt takových vln veder. vědci nevědí, zda je vlna veder v roce 2020 důsledkem takové změny.
Zvýšení globální teploty o 1,5 stupně oproti předindustriální úrovni pravděpodobně změní typ srážek v Arktidě ze sněhu na déšť v létě a na podzim, což zvýší tání ledovců a tání permafrostu. Oba tyto efekty vedou k dalšímu oteplování[13].
Jedním z důsledků změny klimatu je výrazný nárůst počtu blesků v Arktidě. Blesky zvyšují riziko vzniku požárů.

#### Polární zesílení

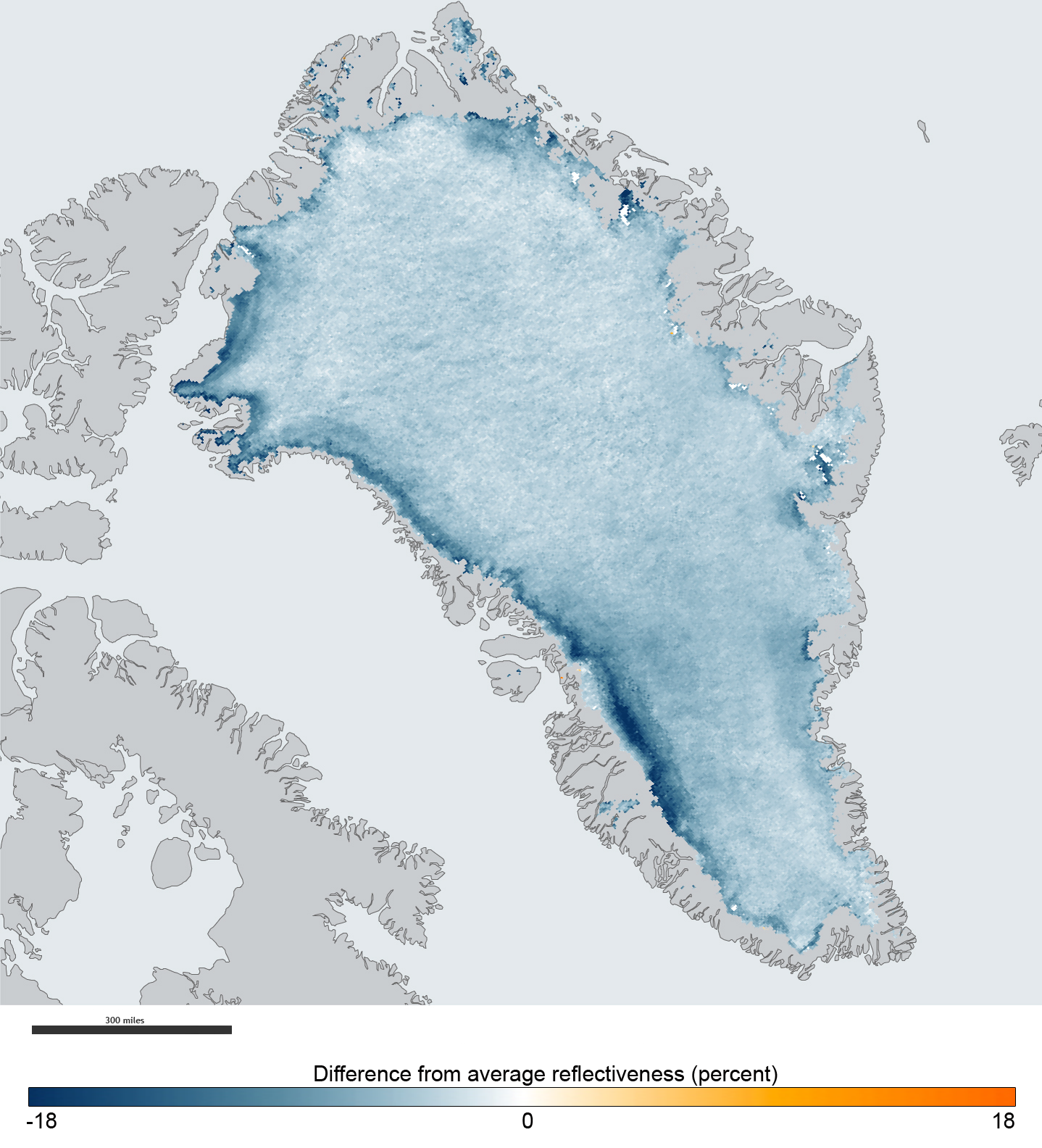
Změna albeda v Grónsku

Zpětná vazba sněhové a ledové pokrývky má podstatný vliv na regionální teploty. Zejména přítomnost ledové pokrývky způsobuje, že severní a jižní pól jsou chladnější, než by byly bez ní. V důsledku toho je nedávný úbytek arktického mořského ledu jedním z hlavních faktorů, které stojí za tím, že se Arktida od roku 1979 (rok, kdy se začalo s nepřetržitým satelitním snímáním arktického mořského ledu) otepluje téměř čtyřikrát rychleji než globální průměr, což je jev známý jako polární zesílení. Modelové studie ukazují, že k silnému arktickému zesílení dochází pouze v měsících, kdy dochází k výraznému úbytku mořského ledu, a že do značné míry mizí, pokud je simulovaná ledová pokrývka udržována na stejné úrovni. Naopak vysoká stabilita ledové pokrývky v Antarktidě, kde tloušťka východoantarktického ledového příkrovu umožňuje jeho zvýšení o téměř 4 km nad hladinu moře, znamená, že tento kontinent v posledních sedmi desetiletích nezaznamenal žádné čisté oteplení: úbytek ledu v Antarktidě a jeho příspěvek ke zvyšování hladiny moří je místo toho zcela způsoben oteplováním Jižního oceánu, který v letech 1970–2017 absorboval 35–43 % celkového tepla, které přijaly všechny oceány.
Menší, ale přesto znatelný vliv na globální teploty má také zpětná vazba mezi ledem a ledovcem. Odhaduje se, že úbytek arktického ledu mezi lety 1979 a 2011 byl zodpovědný za 0,21 wattu na metr čtvereční (W/m2) radiačního působení, což odpovídá čtvrtině radiačního působení způsobeného nárůstem CO2 za stejné období. Při porovnání s kumulativním nárůstem radiačního působení skleníkových plynů od počátku průmyslové revoluce je to ekvivalent odhadovaného zářivého působení oxidu dusného v roce 2019 (0,21 W/m2), téměř poloviny zářivého působení metanu v roce 2019 (0,54 W/m2) a 10 % kumulativního nárůstu CO2 (2,16 W/m2).

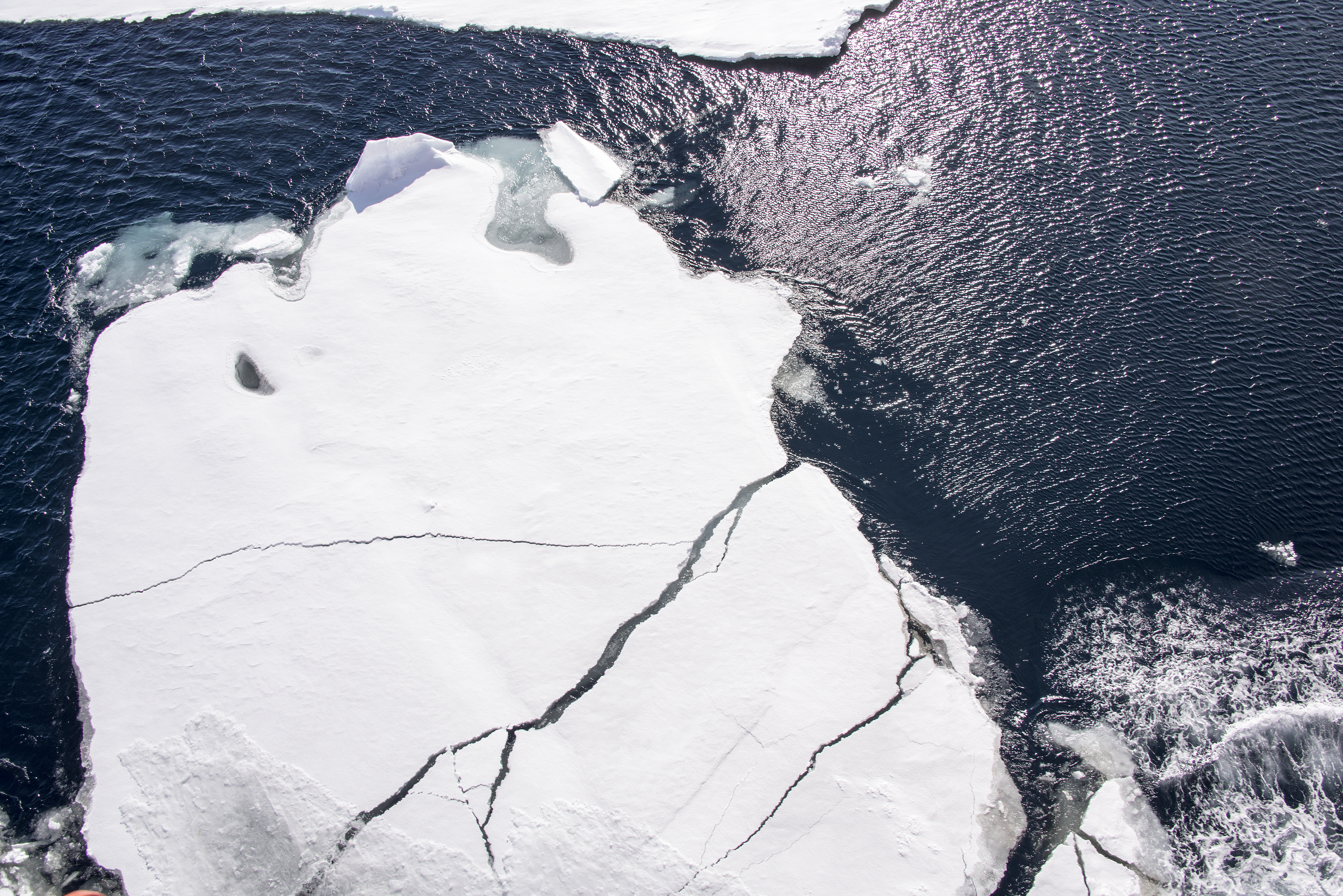
Tmavý povrch oceánu odráží pouze 6 % dopadajícího slunečního záření, zatímco mořský led odráží 50 až 70 %.

V minulosti se uvádělo, že se Arktida otepluje dvakrát rychleji než celosvětový průměr, ale tento odhad vycházel ze starších pozorování, která opomíjela novější zrychlení. V roce 2021 byl k dispozici dostatek údajů, které ukázaly, že se Arktida otepluje třikrát rychleji než planeta – mezi lety 1971 a 2019 se oteplila o 3,1 °C oproti globálnímu oteplení za stejné období o 1 °C. Tento odhad navíc definuje Arktidu jako vše nad 60. rovnoběžkou severní šířky, tedy celou třetinu severní polokoule: v letech 2021–2022 bylo zjištěno, že od roku 1979 bylo oteplování uvnitř samotného polárního kruhu (nad 66. rovnoběžkou) téměř čtyřikrát rychlejší než globální průměr. Uvnitř samotného polárního kruhu dochází k ještě většímu arktickému zesílení v oblasti Barentsova moře s mimořádně teplými místy kolem Západního Špicberského proudu: meteorologické stanice nacházející se na jeho trase zaznamenávají až sedmkrát rychlejší dekádové oteplování, než je globální průměr, což podnítilo obavy, že na rozdíl od zbytku arktického mořského ledu může ledová pokrývka v Barentsově moři trvale zmizet i při globálním oteplení o 1,5 stupně.
Zrychlení zesílení arktického oteplování nebylo lineární: analýza z roku 2022 zjistila, že k němu došlo ve dvou prudkých krocích, přičemž k prvnímu došlo kolem roku 1986 a k druhému po roce 2000[49]. První zrychlení se připisuje nárůstu antropogenního radiačního působení v regionu, což zase pravděpodobně souvisí se snížením znečištění stratosféry sirnými aerosoly v Evropě v 80. letech 20. století za účelem boje proti kyselým dešťům. Vzhledem k tomu, že sirné aerosoly mají ochlazující účinek, jejich absence pravděpodobně vedla ke zvýšení teplot v Arktidě až o 0,5 °C. Druhé zrychlení nemá žádnou známou příčinu, a proto se neprojevilo v žádném klimatickém modelu. Pravděpodobně se jedná o příklad vícedekadální přirozené proměnlivosti, podobně jako naznačená souvislost mezi teplotami v Arktidě a atlantickou vícedekadální oscilací (AMO), v takovém případě lze očekávat, že se v budoucnu změní. Nicméně i první nárůst arktického zesílení byl přesně simulován pouze částí současných modelů CMIP6.

#### Černý uhlík

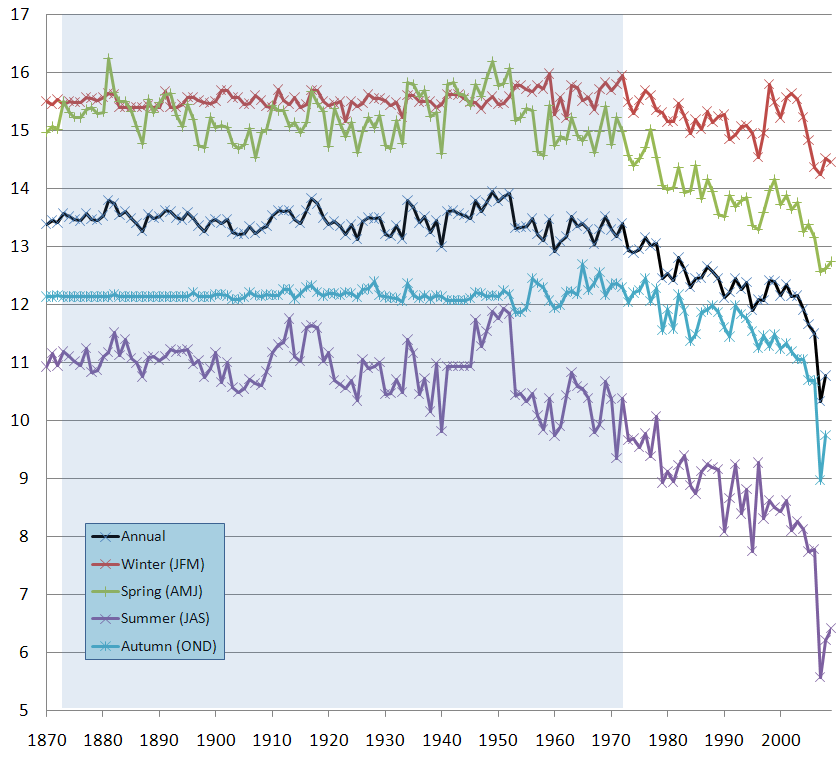
Rozloha mořského ledu na severní polokouli v milionech kilometrů čtverečních v letech 1870–2009. Modré stínování označuje období před satelitním snímkováním; údaje z tohoto období jsou méně spolehlivé.

Usazeniny černého uhlíku (ze spalování těžkého topného oleje (HFO) arktické lodní dopravy) pohlcují sluneční záření v atmosféře a při usazování na sněhu a ledu silně snižují albedo, čímž urychlují efekt tání sněhu a mořského ledu. Studie z roku 2013 vyčíslila, že spalování plynu v místech těžby ropy přispívá k více než 40 % černého uhlíku usazeného v Arktidě. Nedávné studie přisuzují většinu (56 %) černého uhlíku na povrchu Arktidy emisím z Ruska, následují evropské emise a velkým zdrojem je také Asie.
Podle studie z roku 2015 by snížení emisí černého uhlíku a dalších méně významných skleníkových plynů o zhruba 60 % mohlo do roku 2050 ochladit Arktidu až o 0,2 °C. Studie z roku 2019 však uvádí, že „emise černého uhlíku budou neustále stoupat v důsledku zvýšené lodní dopravy“, konkrétně rybářských plavidel.

### Úbytek mořského ledu
V posledních desetiletích se v důsledku změny klimatu zmenšila plocha a objem mořského ledu v Arktidě. V létě více taje, než v zimě znovu zamrzá. Za úbytek arktického mořského ledu je zodpovědné globální oteplování způsobené skleníkovými plyny. Úbytek mořského ledu v Arktidě se na počátku 21. století zrychluje, přičemž tempo úbytku činí 4,7 % za desetiletí (od prvních satelitních záznamů se snížil o více než 50 %). Předpokládá se také, že někdy v průběhu 21. století přestane existovat letní mořský led.
V této oblasti je nejtepleji za posledních nejméně 4 000 let a období tání v celé Arktidě se prodlužuje o pět dní za desetiletí (od roku 1979 do roku 2013), přičemž dominuje pozdější podzimní zamrzání. Šestá hodnotící zpráva IPCC (2021) uvádí, že plocha arktického mořského ledu pravděpodobně klesne pod 1 milion km2 alespoň v některých zářích před rokem 2050. V září 2020 americké Národní centrum pro údaje o sněhu a ledu oznámilo, že arktický mořský led v roce 2020 roztál na plochu 3,74 milionu km2, což je jeho druhá nejmenší plocha od začátku záznamů v roce 1979.

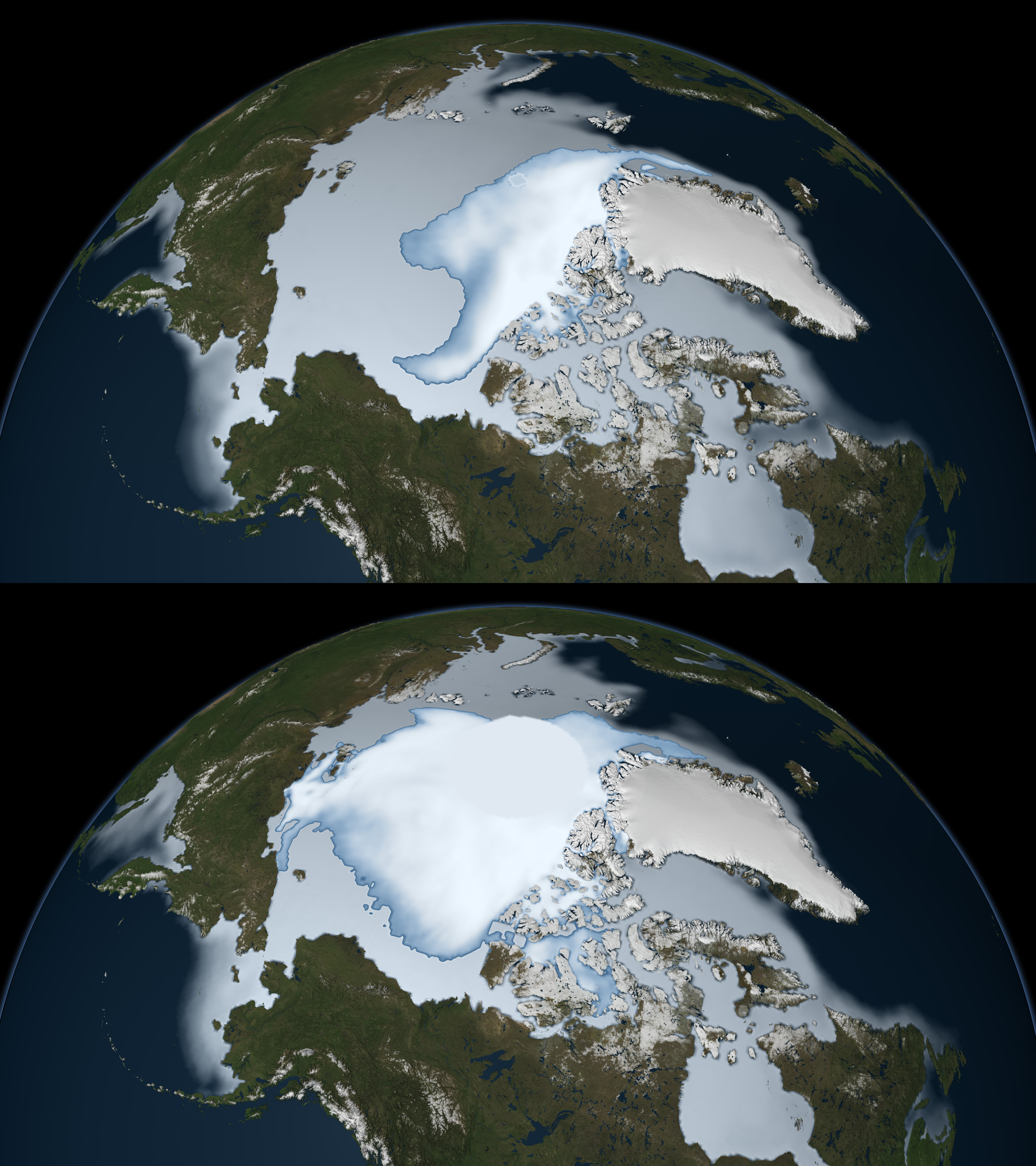
Pokrytí mořským ledem v letech 1980 (dole) a 2012 (nahoře) podle pozorování pasivních mikrovlnných senzorů NASA. Víceletý led je znázorněn světle bílou barvou, zatímco průměrné pokrytí mořským ledem je znázorněno světle modrou až mléčně bílou barvou.

#### Změny rozsahu a plochy
Spolehlivé měření okrajů mořského ledu začalo s érou satelitů koncem 70. let 20. století. Předtím se plocha a rozloha mořského ledu sledovaly méně přesně pomocí kombinace lodí, bójí a letadel. Údaje ukazují dlouhodobý negativní trend posledních let, který se přičítá globálnímu oteplování, ačkoli existují i značné rozdíly mezi jednotlivými roky. Některé z těchto rozdílů mohou souviset s vlivy, jako je arktická oscilace, která může sama o sobě souviset s globálním oteplováním.
Tempo úbytku celé arktické ledové pokrývky se zrychluje. Od roku 1979 do roku 1996 činil průměrný pokles celkové ledové pokrývky za desetiletí 2,2 % v rozsahu ledu a 3 % v ploše ledu. V desetiletí končícím rokem 2008 tyto hodnoty vzrostly na 10,1 % a 10,7 %. Tyto hodnoty jsou srovnatelné s úbytkem celoročního ledu od září do září (tj. víceletého ledu, který přežívá po celý rok), který v období 1979–2007 v průměru ustupoval o 10,2 %, resp. 11,4 % za desetiletí.
Zářijový minimální rozsah arktického mořského ledu (SIE) (tj, plocha s alespoň 15% pokrytím mořským ledem) dosáhl nových rekordních minim v letech 2002, 2005, 2007, 2012 (5,32 mil. km2), 2016 a 2019 (5,65 mil. km2) V roce 2007 nechal tát minimálně 39 % pod průměrem let 1979–2000 a poprvé v lidské paměti se zcela otevřel pověstný Severozápadní průliv. Během července 2019 byl zaznamenán nejteplejší měsíc v Arktidě, který dosáhl nejnižšího SIE (7,5 mil. km2) a objemu mořského ledu (8 900 km3). Tím byl stanoven desetiletý trend poklesu SIE o -13 %. Prozatím se SIE od 70. let 20. století zmenšila o 50 %.
V letech 2008 až 2011 byl minimální rozsah arktického mořského ledu vyšší než v roce 2007, ale nevrátil se na úroveň předchozích let. V roce 2012 však bylo rekordní minimum z roku 2007 překonáno koncem srpna, kdy do konce období tání zbývaly ještě tři týdny. Pokračoval jeho pokles a 16. září 2012 dosáhl minima 3,42 milionu km2 , tj. 760 000 km2 pod předchozím minimem z 18. září 2007 a 50 % pod průměrem let 1979–2000. Během rekordně teplého září roku 2023 rekordní úbytek ledu nebyl dosažen.

Sezónní kolísání a dlouhodobý pokles objemu arktického mořského ledu podle měření podpořeného numerickým modelováním.

#### Změny objemu
Tloušťku mořského ledu, a tedy i objem a hmotnost ledu, je mnohem obtížnější určit než jeho rozšíření. Přesná měření lze provádět pouze v omezeném počtu bodů. Vzhledem k velkým odchylkám v tloušťce a konzistenci ledu a sněhu je třeba pečlivě vyhodnocovat letecká a kosmická měření. Nicméně provedené studie podporují předpoklad dramatického poklesu stáří a tloušťky ledu. Zatímco plocha a rozloha arktického mořského ledu vykazují zrychlující se klesající trend, objem arktického mořského ledu vykazuje ještě prudší pokles než jeho pokrytí. Od roku 1979 se objem ledu zmenšil o 80 % a jen za poslední desetiletí se objem snížil o 36 % na podzim a o 9 % v zimě. a v současné době se 70 % zimního mořského ledu změnilo v sezónní led.

#### Konec letního mořského ledu?
Čtvrtá hodnotící zpráva IPCC z roku 2007 shrnuje současný stav prognóz vývoje mořského ledu: „předpokládaný úbytek [globálního mořského ledu] se urychluje v Arktidě, kde by podle některých modelů měl letní mořský led podle scénáře A2 s vysokými emisemi v druhé polovině 21. století zcela zmizet“. Současné klimatické modely však často podhodnocují rychlost ústupu mořského ledu. Arktida bez letního ledu by byla v nedávné geologické historii bezprecedentní, protože vědecké důkazy v současnosti nenaznačují, že by polární moře bylo bez ledu kdykoli v posledních 700 000 letech.
Severní ledový oceán se pravděpodobně zbaví letního mořského ledu před rokem 2100, ale předpokládá se mnoho různých termínů, přičemž modely ukazují téměř úplný až úplný úbytek mezi lety 2035 a 2067.

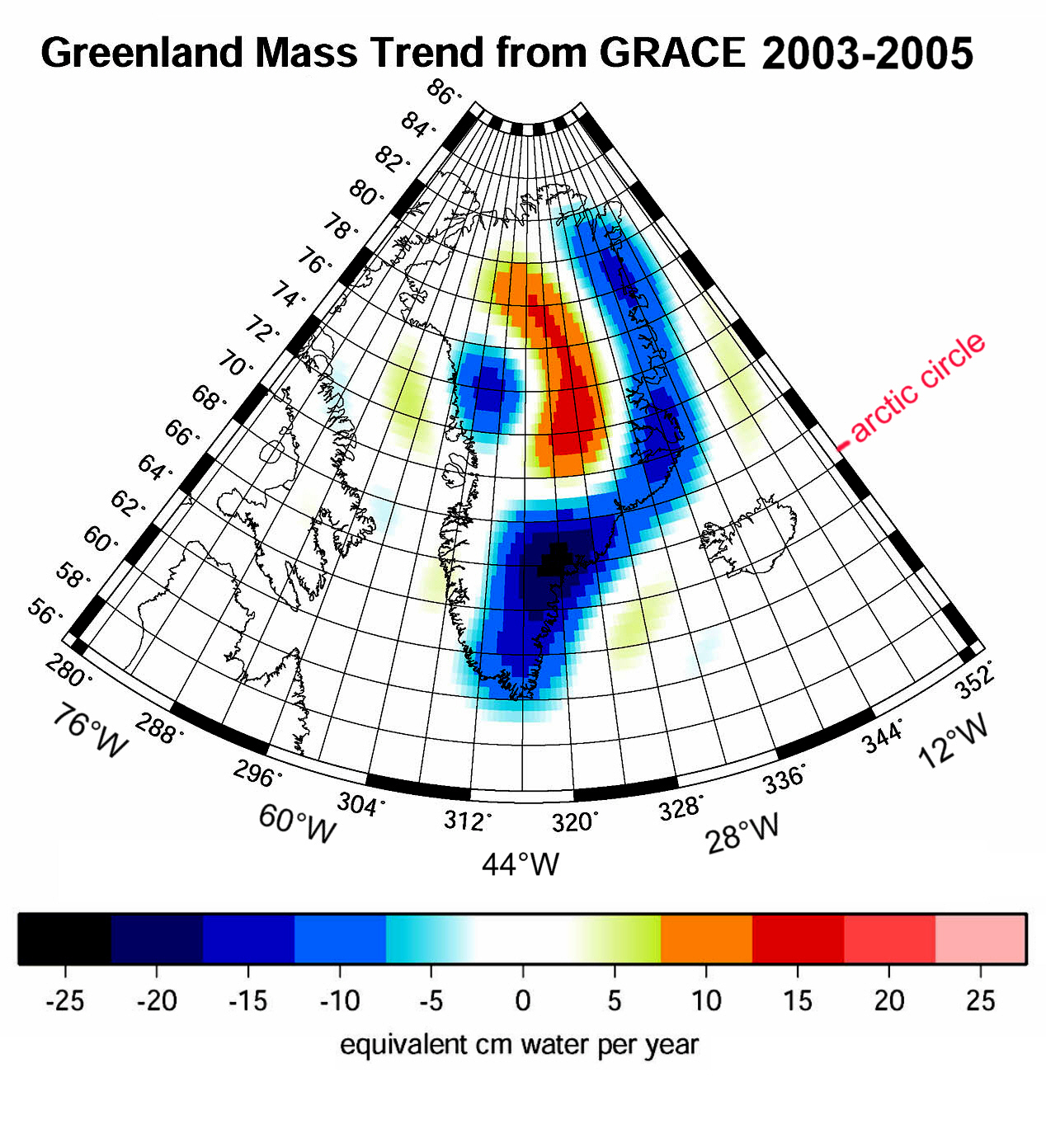
Trendy přírůstků a úbytků Grónského ledovce v letech 2003–2005

#### Tání grónského ledovce
Modely předpovídají, že tání grónského ledovce v průběhu 21. století přispěje k vzestupu hladiny moří asi o 5 cm. Předpokládá se také, že se Grónsko do roku 2100 oteplí natolik, že během příštích 1 000 nebo více let začne téměř úplně tát. Na začátku července 2012 došlo na 97 % ledového příkrovu k nějaké formě tání povrchu, včetně vrcholů.
Měření tloušťky ledu ze satelitu GRACE naznačují, že úbytek ledové hmoty se zrychluje. Za období 2002–2009 se rychlost úbytku zvýšila ze 137 Gt/rok na 286 Gt/rok, přičemž každý rok došlo v průměru k úbytku o 30 gigatun hmoty více než v roce předchozím. V roce 2019 přispělo tání ke zvýšení hladiny moří o 2,2 milimetru za pouhé 2 měsíce. Celkově lze konstatovat, že tání nejen probíhá, ale meziročně se zrychluje.
Podle studie zveřejněné v časopise Nature Communications Earth and Environment je grónský ledový příkrov pravděpodobně za bodem, z něhož není návratu, což znamená, že i kdyby se růst teploty zcela zastavil a i kdyby se klima trochu ochladilo, tání by pokračovalo. Tento výsledek je způsoben přesunem ledu ze středu Grónska k pobřeží, čímž se vytváří větší kontakt mezi ledem a teplejší pobřežní vodou a dochází k dalšímu tání. Jiný klimatolog tvrdí, že až všechen led u pobřeží roztaje, kontakt mezi mořskou vodou a ledem se zastaví, což může zabránit dalšímu oteplování.
V září 2020 satelitní snímky ukázaly, že se z posledního zbývajícího šelfového ledu v Nioghalvfjerdsfjordu v Grónsku roztříštil velký kus ledu na mnoho malých kousků. tento ledový příkrov je spojen s vnitřním ledovým příkrovem a mohl by se v příštích letech ukázat jako ohnisko odlednění.
Další neočekávaný efekt tohoto tání souvisí s aktivitami armády Spojených států v oblasti. Konkrétně se jedná o základnu Camp Century s jaderným zdrojem energie, která v průběhu let produkovala jaderný odpad. V roce 2016 skupina vědců vyhodnotila dopad na životní prostředí a odhadla, že v důsledku měnícího se počasí v příštích několika desetiletích by tající voda mohla do životního prostředí uvolnit jaderný odpad, 20 000 litrů chemického odpadu a 24 milionů litrů neupravených odpadních vod. Spojené státy ani Dánsko však zatím nepřevzaly odpovědnost za vyčištění.

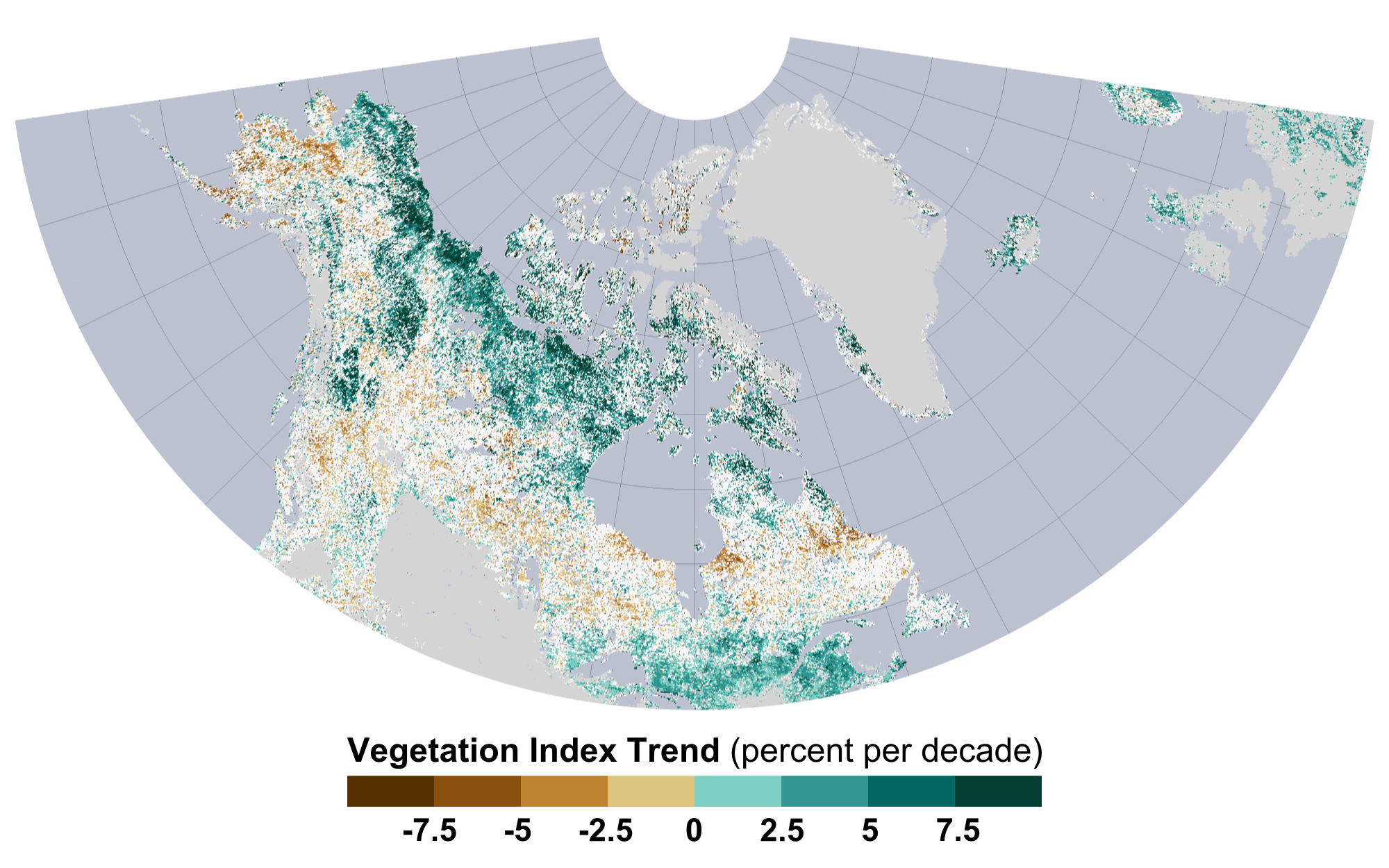
Trendy vegetačního indexu v Arktidě – západní polokoule

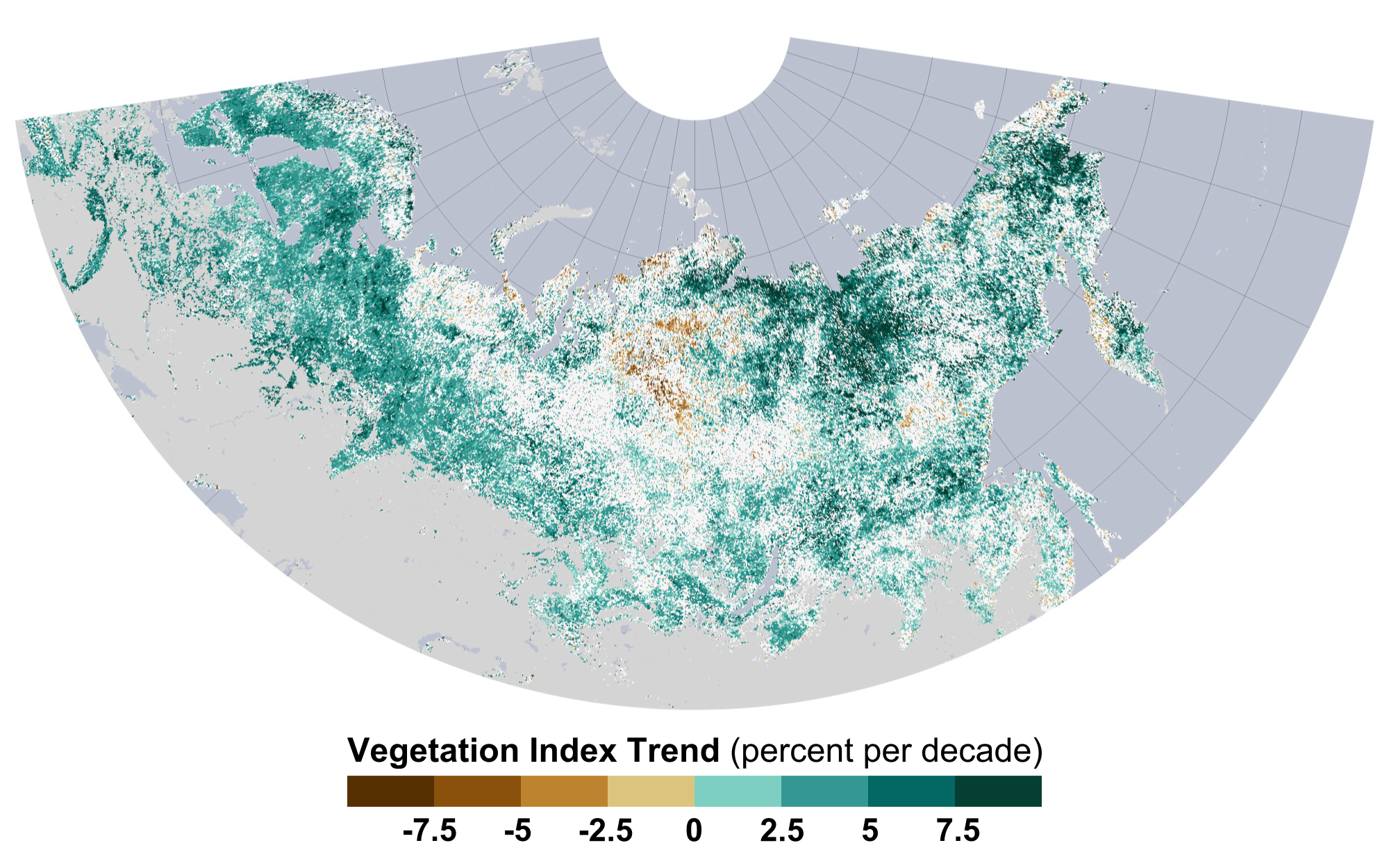
Trendy vegetačního indexu v Arktidě – východní polokoule.Pro názornější a geograficky zaměřený přehled situace jsou na výše uvedených mapách znázorněny trendy arktického vegetačního indexu mezi červencem 1982 a prosincem 2011 v oblasti polárního kruhu. Odstíny zelené barvy znázorňují oblasti, kde produktivita a početnost rostlin vzrostla; odstíny hnědé barvy ukazují, kde fotosyntetická aktivita poklesla, obojí podle indexu NDVI. Mapy ukazují prstenec ozelenění bezlesých tundrových ekosystémů cirkumpolární Arktidy – nejsevernějších částí Kanady, Ruska a Skandinávie. Vysoké keře a stromy začaly růst v oblastech, kde dříve dominovaly tundrové trávy, v rámci „křovinatění“ tundry. Výzkumníci dospěli k závěru, že růst rostlin se celkově zvýšil o 7 až 10 %.

### Změny vegetace
Očekává se, že změna klimatu bude mít silný vliv na arktickou flóru, což se již částečně projevuje. Tyto změny ve vegetaci souvisejí s nárůstem emisí metanu v regionu a také se zvýšením koncentrací CO2, a teploty a s narušením ekologických cyklů, které ovlivňují vzorce koloběhu živin, vlhkost a další klíčové ekologické faktory, které pomáhají utvářet rostlinná společenstva.
Velký zdroj informací o tom, jak se vegetace přizpůsobila změnám klimatu v posledních letech, pochází ze satelitních záznamů, které pomáhají kvantifikovat posuny vegetace v arktické oblasti. Družice NASA a NOAA již několik desetiletí nepřetržitě monitorují vegetaci z vesmíru. Přístroje MODIS (Moderate Resolution Imaging Spectroradiometer) a AVHRR (Advanced Very High-Resolution Radiometer) a další měří intenzitu viditelného a blízkého infračerveného světla odrážejícího se od listů rostlin. Vědci tyto informace využívají k výpočtu normalizovaného rozdílového vegetačního indexu (NDVI), který je nejčastěji používaným ukazatelem fotosyntetické aktivity nebo "zelenosti" krajiny. Existují i další indexy, například rozšířený vegetační index (EVI) nebo vegetační index upravený podle půdy (SAVI).
Tyto indexy lze použít jako ukazatele produktivity vegetace a jejich změny v čase mohou poskytnout informace o tom, jak se vegetace v čase mění. Jedním ze dvou nejpoužívanějších způsobů, jak definovat posuny vegetace v Arktidě, jsou pojmy arktické ozelenění a arktické hnědnutí. První z nich se vztahuje k pozitivnímu trendu výše zmíněných indexů zelenosti, což znamená nárůst rostlinného pokryvu nebo biomasy, zatímco hnědnutí lze obecně chápat jako negativní trend s poklesem těchto veličin.
Nedávné studie nám umožnily získat představu o tom, jak tyto dva procesy v posledních letech postupují. Bylo zjištěno, že od roku 1985 do roku 2016 došlo k ozelenění na 37,3 % všech lokalit odebraných v tundře, zatímco hnědnutí bylo pozorováno pouze na 4,7 % z nich. Toto rozložení ovlivnily určité proměnné, neboť ozelenění bylo většinou spojeno s lokalitami s vyšší letní teplotou vzduchu, teplotou půdy a půdní vlhkostí. Na druhou stranu bylo zjištěno, že hnědnutí bylo spojeno s chladnějšími lokalitami, na kterých docházelo k ochlazování a vysychání. Celkově to vytváří obraz rozsáhlého ozelenění, ke kterému dochází na značné části arktické tundry v důsledku zvýšení produktivity rostlin, jejich výšky, biomasy a dominance keřů v oblasti.
Rozšíření vegetace v Arktidě není rovnocenné napříč typy vegetace. Jednou z nejdramatičtějších změn, kterým arktické tundry v současnosti čelí, je expanze keřů, které díky nárůstu teploty vzduchu a v menší míře i srážek přispěly k celoplošnému arktickému trendu známému jako „křovinatění“, kdy rostliny keřového typu přebírají místa, kde dříve dominovaly mechy a lišejníky. Tato změna přispívá k úvaze, že tundrový biom v současnosti prochází nejrychlejšími změnami ze všech suchozemských biomů na planetě.
Přímý dopad na mechy a lišejníky je nejasný, protože existuje jen velmi málo studií na úrovni druhů, ale klimatické změny spíše způsobují větší fluktuaci a častější extrémní jevy. Expanze keřů by mohla ovlivnit dynamiku permafrostu, ale v současné době je tento obraz poměrně nejasný. V zimě keře zachycují více sněhu, který izoluje permafrost od extrémních mrazů, ale v létě stíní půdu před přímým slunečním zářením, jak se tyto dva účinky vzájemně vyvažují a vyvažují, není zatím dobře známo. Oteplování pravděpodobně způsobí změny v rostlinných společenstvech celkově, což přispěje k rychlým změnám, kterým ekosystémy tundry čelí. Zatímco keře mohou zvětšit svůj rozsah a biomasu, oteplování může také způsobit úbytek polštářovitých rostlin, jako je např. silenka bezlodyžná. Protože polštářovité rostliny působí jako pomocné druhy napříč trofickými úrovněmi a vyplňují důležité ekologické niky v několika prostředích, mohlo by to v těchto ekosystémech způsobit kaskádovité účinky, které by mohly vážně ovlivnit způsob jejich fungování a strukturu.
Expanze keřů může mít také silný vliv na další důležité ekologické dynamiky, jako je například albedový efekt. Keře mění zimní povrch tundry z neporušeného, jednolitého sněhu na smíšený povrch s vyčnívajícími větvemi narušujícími sněhovou pokrývku. tento typ sněhové pokrývky má nižší albedový efekt, přičemž dochází ke snížení až o 55 %, což přispívá k pozitivní zpětné vazbě na regionální a globální oteplování klimatu. Snížení albedového efektu znamená, že rostliny pohlcují více záření, a tím se zvyšuje povrchová teplota, což by mohlo narušit současnou výměnu energie mezi povrchem a atmosférou a ovlivnit tepelný režim permafrostu. Změny ve vegetaci ovlivňují také koloběh uhlíku, protože v částech tundry se zvyšuje pokryvnost keřů, které se z hlediska koloběhu uhlíku chovají více jako boreální lesy, což urychluje koloběh uhlíku, protože vyšší teploty vedou ke zvýšenému tání permafrostu a uvolňování uhlíku, ale také k zachycování uhlíku rostlinami, které zvýšily svůj růst. Není jisté, zda se tato rovnováha bude vyvíjet jedním nebo druhým směrem, ale studie zjistily, že je pravděpodobnější, že to nakonec povede ke zvýšení obsahu CO2 v atmosféře.
Boreální lesy, zejména v Severní Americe, však na oteplování reagovaly jinak. Mnoho boreálních lesů se zazelenalo, ale tento trend nebyl tak silný jako v případě tundry cirkumpolární Arktidy, která se většinou vyznačovala expanzí keřů a zvýšeným růstem. V Severní Americe některé boreální lesy ve studovaném období skutečně zhnědly. K hnědnutí mohla přispět sucha, zvýšená aktivita lesních požárů, chování zvířat, průmyslové znečištění a řada dalších faktorů.
Další významnou změnou ovlivňující flóru v Arktidě je nárůst lesních požárů v oblasti polárního kruhu, která v roce 2020 překonala svůj rekord v emisích CO2, když dosáhla vrcholu 244 megatun vypouštěného oxidu uhličitého. To je způsobeno vypalováním rašelinišť, půd bohatých na uhlík, které vznikají nahromaděním podmáčených rostlin a které se nacházejí převážně v arktických zeměpisných šířkách. Tato rašeliniště s rostoucí teplotou stále častěji hoří, ale jejich vlastní vypalování a uvolňování CO2 přispívá k jejich vlastní pravděpodobnosti hoření ve smyčce pozitivní zpětné vazby.
Pokud jde o vodní vegetaci, snížení množství mořského ledu zvýšilo produktivitu fytoplanktonu za posledních třicet let asi o dvacet procent. Dopad na mořské ekosystémy je však nejasný, protože se zdá, že větší druhy fytoplanktonu, které jsou preferovaným zdrojem potravy většiny zooplanktonu, se nezvýšily tolik jako menší druhy. Arktický fytoplankton zatím nemá významný vliv na globální koloběh uhlíku. V létě tající jezírka na mladém a tenkém ledu umožnila slunečnímu světlu proniknout do ledu, což zase umožnilo rozkvět ledových řas v neočekávaných koncentracích, i když není známo, jak dlouho k tomuto jevu dochází a jaký je jeho vliv na širší ekologické cykly.

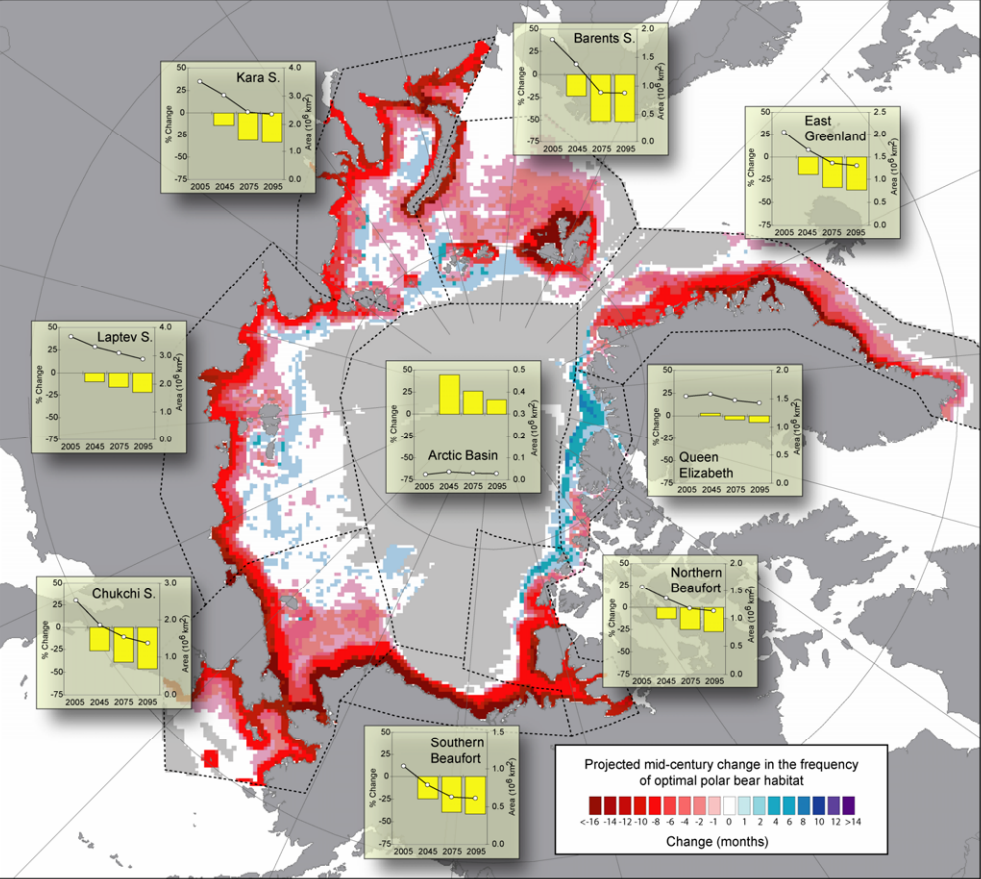
Předpokládané změny habitatu polárního medvěda mezi dekádou 2001–2010 a 2041–2050.

### Změny fauny
Posun subarktické klimatické zóny na sever umožňuje živočichům, kteří jsou přizpůsobeni tomuto klimatu, přesunout se na daleký sever, kde nahrazují druhy, které jsou více přizpůsobeny čistě arktickému klimatu. Tam, kde arktické druhy nejsou nahrazovány přímo, se často kříží se svými jižními příbuznými. U pomalu se rozmnožujících druhů obratlovců to obvykle vede ke snížení genetické rozmanitosti rodu. Další obavou je šíření infekčních chorob, jako je brucelóza nebo virus psinky, do dříve nedotčených populací. Toto nebezpečí hrozí zejména u mořských savců, kteří byli dříve odděleni mořským ledem.
3. dubna 2007 vyzvala Národní federace pro divokou přírodu Kongres Spojených států, aby zařadil lední medvědy pod zákon o ohrožených druzích. 4 měsíce poté dokončila Geologická služba Spojených států roční studii, která částečně dospěla k závěru, že plovoucí arktický mořský led se bude v příštích 50 letech nadále rychle zmenšovat, v důsledku čehož zanikne velká část životního prostředí ledních medvědů. Medvědi by zmizeli z Aljašky, ale nadále by se vyskytovali na kanadském arktickém souostroví a v oblastech u severního pobřeží Grónska. Zmenšování mořského ledu má i druhotné ekologické dopady; například lední medvědi jsou kvůli pozdní tvorbě a brzkému tání obalového ledu připraveni o historickou délku lovecké sezóny tuleňů.
Podobně oteplování Arktidy negativně ovlivňuje potravní a rozmnožovací ekologii mnoha dalších druhů arktických mořských savců, jako jsou mroži, tuleni, lišky nebo sobi. V červenci 2019 bylo nalezeno 200 sobů ze Špicberk, kteří zemřeli hlady zřejmě v důsledku nízkého množství srážek souvisejícího se změnou klimatu. V krátkodobém horizontu může mít oteplování klimatu neutrální nebo pozitivní vliv na hnízdní cyklus mnoha pobřežních ptáků hnízdících v Arktidě.

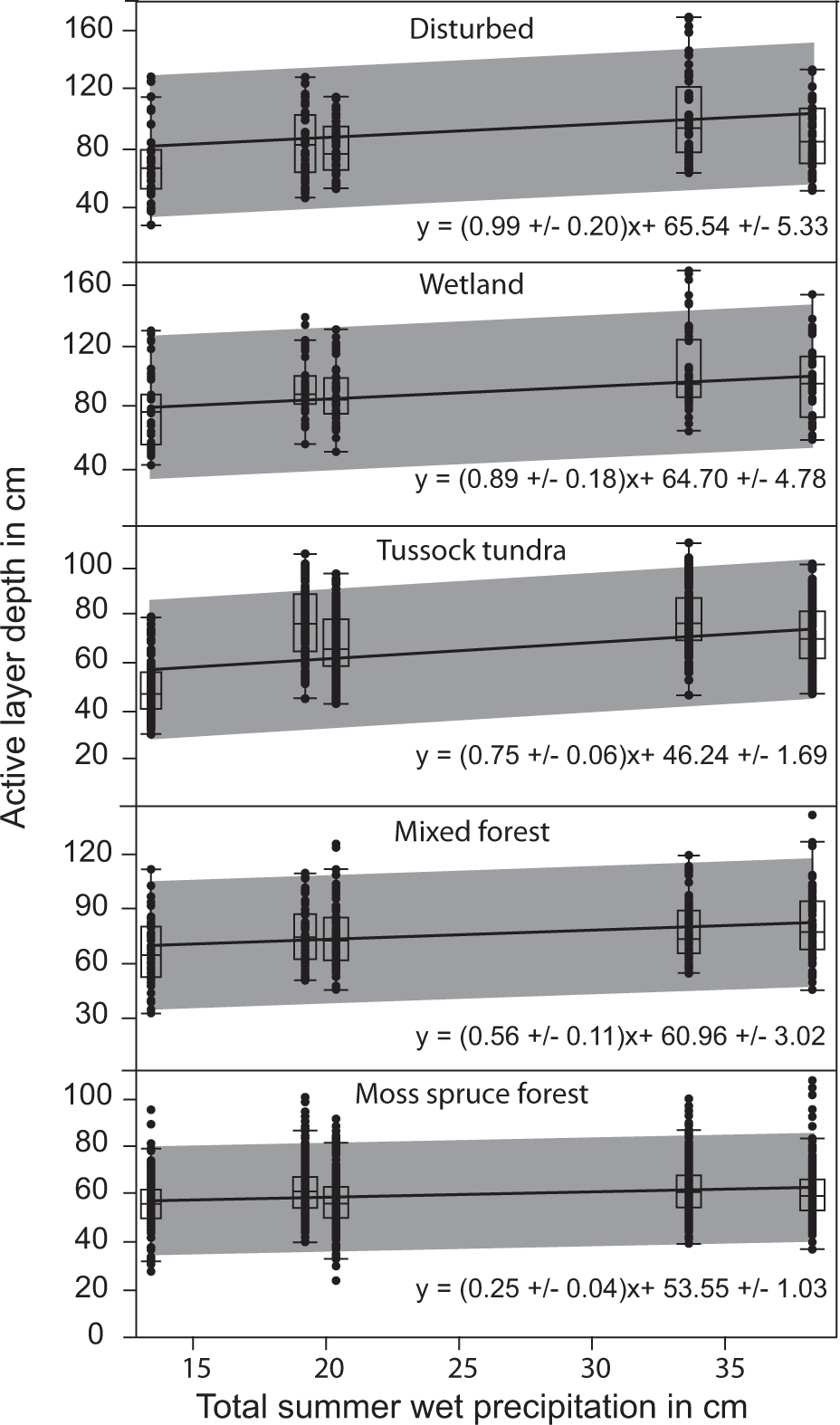
Větší množství letních srážek zvyšuje hloubku permafrostové vrstvy, která podléhá tání, v různých arktických permafrostových prostředích.

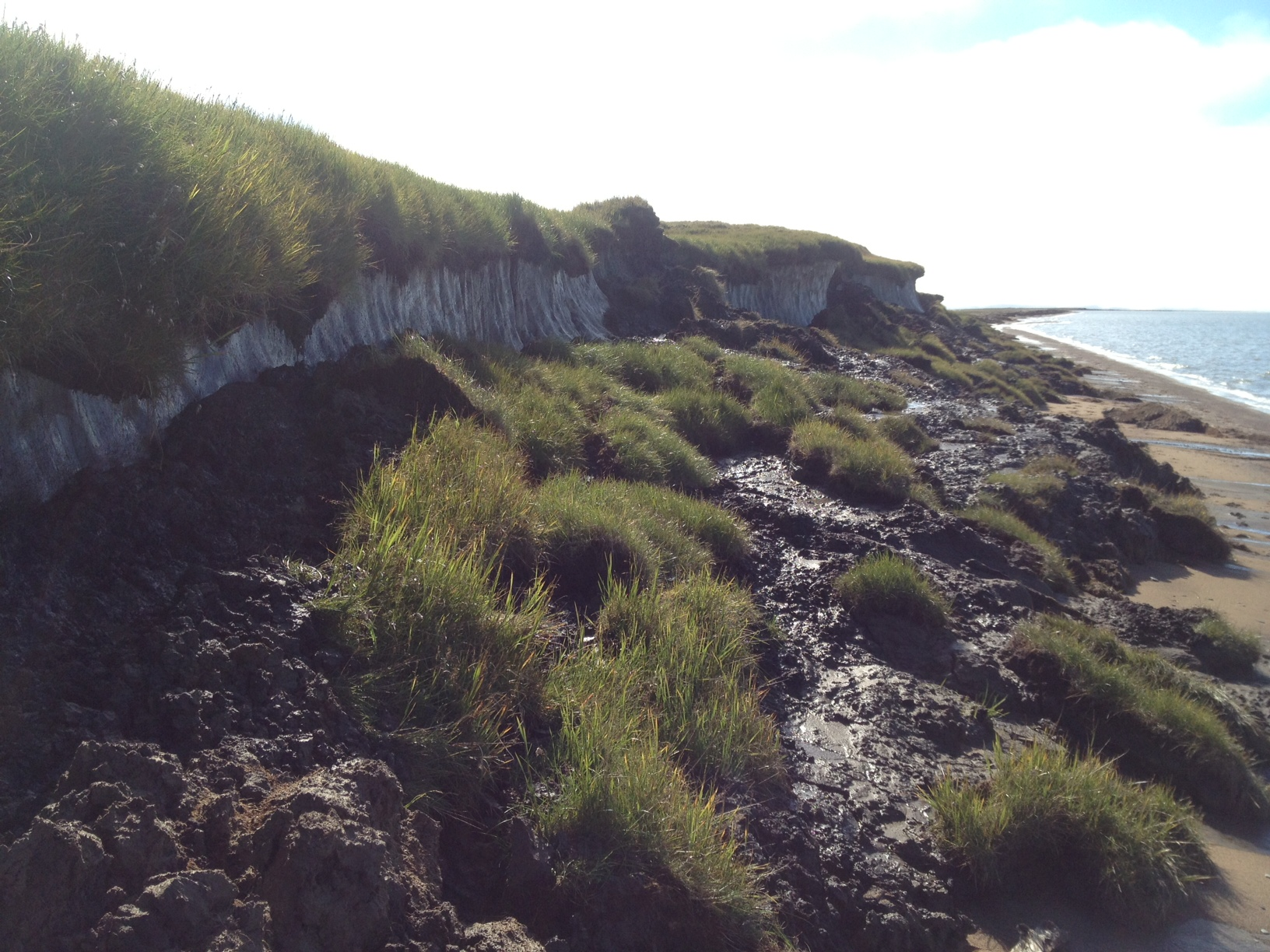
Rychle tající arktický permafrost a pobřežní eroze v Beaufortově moři, Severní ledový oceán, poblíž Point Lonely, AK. Fotografie pořízená v srpnu 2013

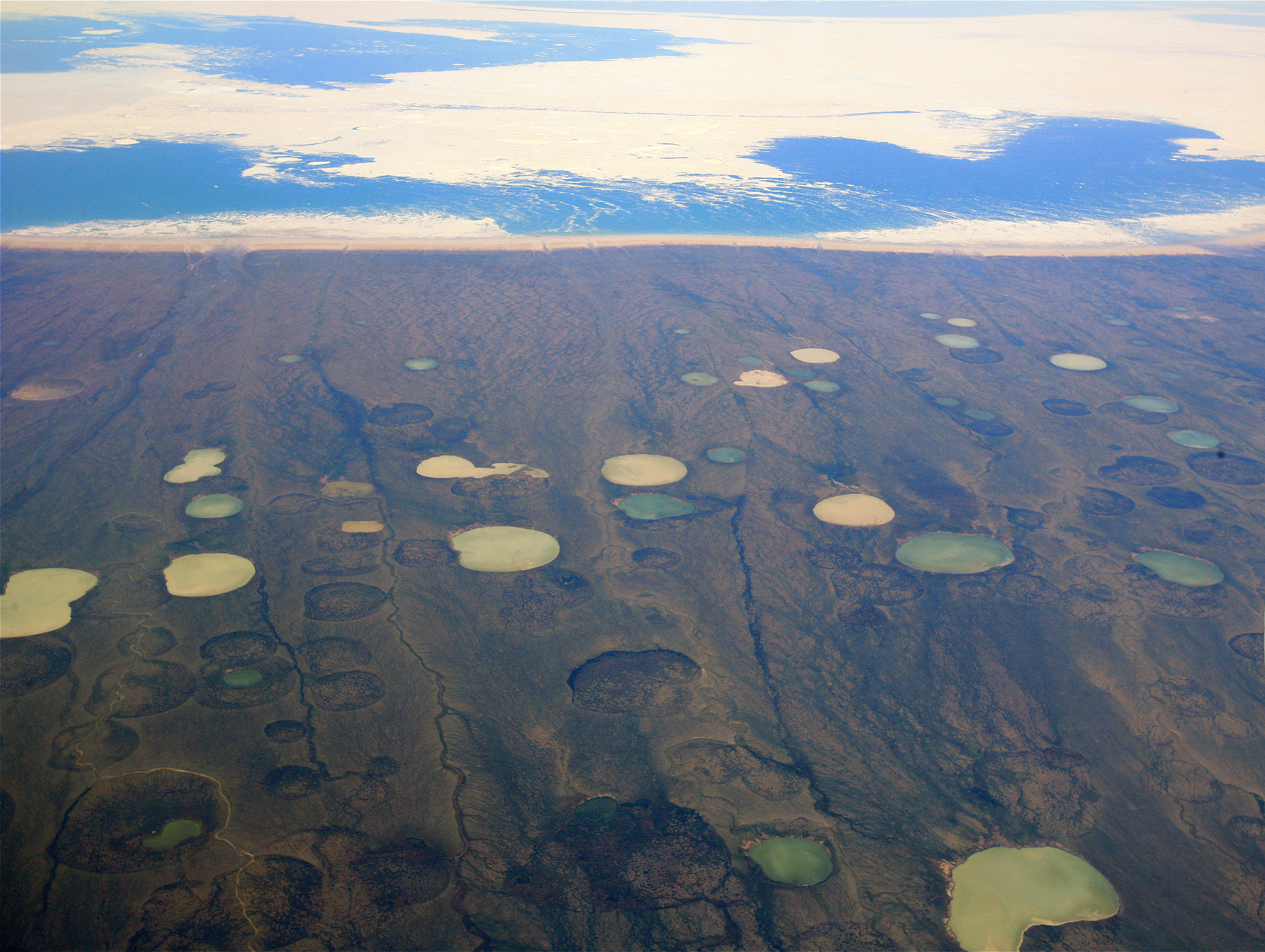
Jezírka vzniklá při tání permafrostu. Baffinův ostrov.

## Tání permafrostu
Permafrost je důležitou součástí hydrologických systémů a ekosystémů v arktické krajině. Na severní polokouli zahrnuje suchozemská oblast permafrostu přibližně 18 milionů km2. V permafrostové oblasti se celková zásoba půdního organického uhlíku (SOC) odhaduje na 1 460–1 600 Pg (kde 1 Pg = 1 miliarda tun), což představuje dvojnásobek množství uhlíku, které je v současnosti obsaženo v atmosféře.Emise uhlíku z tání věčně zmrzlé půdy přispívají k témuž oteplování, které tání usnadňuje, takže se jedná o pozitivní zpětnou vazbu změny klimatu. Oteplování také zintenzivňuje koloběh vody v Arktidě a zvýšené množství teplejších dešťů je dalším faktorem, který zvyšuje hloubku tání permafrostu. Množství uhlíku, které se uvolní v důsledku oteplování, závisí na hloubce tání, obsahu uhlíku v rozmrzlé půdě, fyzikálních změnách prostředí[126] a mikrobiální a vegetační aktivitě v půdě. Mikrobiální respirace je hlavním procesem, při kterém se starý permafrostový uhlík znovu aktivuje a dostává se do atmosféry. Rychlost mikrobiálního rozkladu v organických půdách, včetně rozmrzlého permafrostu, závisí na regulačních faktorech prostředí, jako je teplota půdy, dostupnost vlhkosti, dostupnost živin a dostupnost kyslíku. Dostatečné koncentrace oxidů železa v některých permafrostových půdách mohou inhibovat mikrobiální respiraci a zabránit mobilizaci uhlíku: tato ochrana však trvá pouze do doby, než je uhlík od oxidů železa oddělen bakteriemi redukujícími Fe, což je za typických podmínek pouze otázka času. V závislosti na půdním typu může oxid železitý (III) v půdě zvýšit oxidaci metanu na oxid uhličitý, ale může také zesílit produkci metanu acetotrofními organismy: tyto půdní procesy nejsou dosud zcela objasněny.
Šestá hodnotící zpráva IPCC odhaduje, že oxid uhličitý a metan uvolněný z permafrostu by mohl představovat ekvivalent 14–175 miliard tun oxidu uhličitého na 1 °C oteplení Pro srovnání, do roku 2019 činily roční antropogenní emise samotného oxidu uhličitého přibližně 40 miliard tun.
Hodnocení ekonomického dopadu klimatických bodů zlomu z roku 2021 odhaduje, že emise věčně zmrzlého uhlíku by zvýšily společenské náklady uhlíku přibližně o 8,4 %, nicméně metody tohoto hodnocení vyvolaly kontroverze: když jej výzkumníci jako Steve Keen a Timothy Lenton obvinili z podcenění celkového dopadu zlomových bodů a vyšší úrovně oteplování obecně, autoři některé námitky uznali.
Aktualizované hodnocení klimatických zlomových bodů z roku 2022 dospělo k závěru, že náhlé tání věčně zmrzlé půdy by k postupnému tání přidalo 50 % a na každý stupeň oteplení by do roku 2100 přidalo 14 miliard tun emisí v ekvivalentu oxidu uhličitého a do roku 2300 35 miliard tun. To by mělo přidalo oteplení o 0,04 °C na každý stupeň oteplení do roku 2100 a o 0,11 °C na každý další stupeň oteplení do roku 2300. Rovněž naznačila, že při oteplení o 3 °C až 6 °C by se rozsáhlé zhroucení věčně zmrzlých oblastí mohlo stát nezvratným, což by přidalo 175 až 350 miliard tun emisí ekvivalentu CO2 nebo 0,2–0,4 °C za přibližně 50 let.

### Podmořský permafrost
Podmořský permafrost se vyskytuje pod mořským dnem a existuje na kontinentálních šelfech polárních oblastí. Lze jej tedy definovat jako „nezaledněné oblasti kontinentálního šelfu, které byly obnaženy během posledního glaciálního maxima (LGM, ~26 500 BP) a které jsou v současnosti zaplaveny“. Pod podmořskými permafrostovými usazeninami a v nich se hromadí velké zásoby organické hmoty a metanu. Tento zdroj metanu se liší od metanových hydrátů, ale přispívá k celkovému výsledku a zpětným vazbám v klimatickém systému Země.
Mořský led slouží ke stabilizaci ložisek metanu na pobřeží a v jeho blízkosti, čímž zabraňuje rozpadu metan hydrátu a jeho úniku do vodního sloupce a nakonec i do atmosféry. Metan se uvolňuje prostřednictvím bublin z podmořského permafrostu do oceánu (proces zvaný ebulice). Během bouří hladina metanu ve vodním sloupci dramaticky klesá, když větrem hnaná výměna plynů mezi vzduchem a mořem urychluje proces ebulice do atmosféry. Tato pozorovaná cesta naznačuje, že metan z permafrostu na mořském dně bude postupovat spíše pomalu, namísto náhlých změn. Arktické cyklony, podporované globálním oteplováním a další akumulací skleníkových plynů v atmosféře, by však mohly přispět k většímu uvolňování z této skrýše metanu, což je pro Arktidu skutečně důležité. V roce 2017 byla zveřejněna aktualizace mechanismů této degradace permafrostu.

## Dopady na ostatní části světa

### Na oceánskou cirkulaci
Ačkoli se to nyní považuje v blízké budoucnosti za nepravděpodobné, objevily se i názory, že by mohlo dojít k zastavení termohalinní cirkulace, podobně jako se předpokládá, že k ní došlo v období mladšího dryasu, což by znamenalo náhlou klimatickou změnu. I když je úplné zastavení nepravděpodobné, zpomalení tohoto proudění a oslabení jeho vlivu na klima již bylo pozorováno, přičemž studie z roku 2015 zjistila, že atlantická meridionální cirkulace (AMOC) za posledních 100 let oslabila o 15 až 20 %. Toto zpomalení by mohlo vést k ochlazení v severním Atlantiku, i když by mohlo být zmírněno globálním oteplováním, ale není jasné, do jaké míry. Další důsledky by se projevily po celém světě, mezi potenciálními důsledky by byly změny tropických vzorců, silnější bouře v severním Atlantiku a snížená produktivita evropských plodin.
Potenciálně existuje také možnost obecnějšího narušení oceánské cirkulace, které by mohlo vést k oceánské anoxické události; předpokládá se, že ty byly v dávné minulosti mnohem častější. Není jasné, zda dnes existují vhodné předpoklady pro takovou událost, ale předpokládá se, že tyto oceánské anoxické události byly způsobeny především splachem živin, který byl v dávné minulosti způsoben zvýšenými emisemi CO2. To vytváří znepokojivou paralelu se současnou změnou klimatu, ale množství CO2, které mělo tyto události způsobit, je mnohem vyšší než úroveň, které čelíme v současnosti, takže účinky takového rozsahu jsou v krátkém časovém měřítku považovány za nepravděpodobné.

### Vliv na počasí ve středních zeměpisných šířkách
S pokračujícím oteplováním Arktidy se teplotní gradient mezi ní a teplejšími částmi zeměkoule bude s každým desetiletím globálního oteplování v důsledku arktického zesílení nadále zmenšovat. Pokud má tento gradient silný vliv na tryskové proudění, pak nakonec zeslábne a jeho průběh bude proměnlivější, což by umožnilo pronikání většího množství studeného vzduchu z polárního víru do středních šířek a zpomalení postupu Rossbyho vln, což by vedlo k trvalejšímu a extrémnějšímu počasí. Zatímco některé paleoklimatické rekonstrukce naznačovaly, že polární vír se stává proměnlivějším a způsoboval nestabilnější počasí v obdobích oteplování již v roce 1997.
Řada dlouhodobých pozorovacích dat shromážděných v průběhu roku 2010 a publikovaných v roce 2020 nyní naznačuje, že zesílení arktického zesílení od počátku roku 2010 nebylo spojeno s významnými změnami v atmosféře středních šířek. Nejmodernější modelový výzkum PAMIP (Polar Amplification Model Intercomparison Project) vylepšil zjištění PMIP2 z roku 2010 – zjistil sice, že úbytek mořského ledu oslabí tryskové proudění a zvýší pravděpodobnost atmosférického blokování, ale tato souvislost je velmi malá a vedle meziroční proměnlivosti obvykle nevýznamná. V roce 2022 následná studie zjistila, že ačkoli průměr PAMIP pravděpodobně podcenil oslabení způsobené úbytkem mořského ledu 1,2 až 3krát, i opravená souvislost stále činí pouze 10 % přirozené variability tryskového proudění.

## Vliv na lidi

### Územní nároky
Rostoucí počet důkazů o tom, že globální oteplování způsobuje úbytek polárního ledu, zvýšil naléhavost územních nároků několika států v Arktidě v naději, že kromě ochrany svrchovaných práv umožní rozvoj zdrojů a nových námořních tras.
Vzhledem k tomu, že ledová pokrývka moří se rok od roku stále více zmenšuje, arktické země (Rusko, Kanada, Finsko, Island, Norsko, Švédsko, Spojené státy a Dánsko zastupující Grónsko) podnikají na geopolitické scéně kroky k zajištění přístupu k potenciálním novým námořním trasám, zásobám ropy a zemního plynu, což vede k překrývání nároků v celém regionu. V Arktidě však existuje pouze jeden jediný spor o pozemní hranici, všechny ostatní se týkají moře, a to ostrova Hans, který leží v Naresově průlivu mezi kanadským Ellesmerovým ostrovem a severním pobřežím Grónska. Jeho status vyplývá z jeho zeměpisné polohy, přímo mezi rovnoběžnými hranicemi stanovenými ve smlouvě mezi Kanadou a Dánskem z roku 1973. Přestože obě země připustily možnost rozdělení ostrova, k žádné dohodě o ostrově nedošlo a oba národy si jej stále nárokují pro sebe.
Větší aktivita panuje v oblasti námořních hranic mezi zeměmi, kde překrývající se nároky na vnitřní vody, teritoriální moře a zejména výlučné ekonomické zóny mohou způsobovat třenice mezi státy. V současné době leží mezi oficiálními námořními hranicemi nevyhlášený trojúhelník mezinárodních vod, který je ústředním bodem mezinárodních sporů.
Některé překrývající se nároky stále čekají na vyřešení mezinárodními orgány, jako například velká část obsahující severní pól, na kterou si činí nárok jak Dánsko, tak Rusko, přičemž některé její části zpochybňuje i Kanada. Dalším příkladem je Severozápadní průjezd, který je celosvětově uznáván jako mezinárodní vody, ale technicky se nachází v kanadských vodách. To vedlo k tomu, že Kanada chce z ekologických důvodů omezit počet lodí, které jím mohou proplouvat, ale Spojené státy zpochybňují, že k tomu mají oprávnění, a upřednostňují neomezený průjezd plavidel.

### Dopady na původní obyvatelstvo
Se zrychlující se změnou klimatu má tato změna stále větší přímý dopad na společnosti po celém světě. Týká se to zejména lidí žijících v Arktidě, kde dochází k nárůstu teploty rychleji než v jiných zeměpisných šířkách světa a kde jsou tradiční způsoby života, hluboce spjaté s přírodním arktickým prostředím, obzvláště ohroženy narušením životního prostředí způsobeným těmito změnami.
Oteplování atmosféry a ekologické změny, které s ním souvisejí, představují pro místní komunity, jako jsou Inuité, výzvu. Lov, který je pro některá malá společenství hlavním způsobem přežití, se s rostoucí teplotou změní. Úbytek mořského ledu způsobí, že populace některých druhů se zmenší nebo dokonce vyhynou. Inuitská společenství jsou hluboce závislá na lovu tuleňů, který je závislý na mořských ledových plochách, kde se tuleni loví.
Netušené změny říčních a sněhových podmínek způsobí, že stáda zvířat, včetně sobů, změní migrační vzorce, místa telení a dostupnost píce. V příznivých letech jsou některé komunity plně zaměstnány komerčním odlovem některých zvířat. Úroda různých zvířat každoročně kolísá a s nárůstem teplot se bude pravděpodobně i nadále měnit a vytvářet problémy pro eskymácké lovce, protože nepředvídatelnost a narušení ekologických cyklů dále komplikuje život v těchto komunitách, které se již nyní potýkají se značnými problémy, například eskymácké komunity jsou nejchudší a nejvíce nezaměstnané v celé Severní Americe.
Současné oteplování má negativní dopady i na další formy dopravy v Arktidě – některé dopravní trasy a potrubí na pevnině jsou narušeny táním ledu. Mnoho arktických komunit se při přepravě zásob a cestování z oblasti do oblasti spoléhá na zamrzlé silnice. Měnící se krajina a nepředvídatelnost počasí vytvářejí v Arktidě nové výzvy. Vědci zdokumentovali historické a současné stezky vytvořené Inuity v Paninsuit Trails Atlas a zjistili, že změna tvorby a rozpadu mořského ledu vedla ke změnám tras stezek vytvořených Inuity.